# سوزوکا موریتا
سوزوکا موریتا (به ژاپنی: 森田 涼花 Morita Suzuka) یک هنرپیشه و مدل اهل کشور ژاپن است.